# Eumorphus westwoodi
Eumorphus westwoodi is een keversoort uit de familie zwamkevers (Endomychidae). De wetenschappelijke naam van de soort werd in 1858 gepubliceerd door Félix Édouard Guérin-Méneville-Ménèville.